# Потёмкин, Владимир Яковлевич
Владимир Яковлевич Потёмкин (12 января 1939, Софьино, Тамбовская область — 2 октября 2015) — советский и российский пилот гражданской авиации, начальник Управления летной службы МГА, командир отдельного 235-го летного отряда, заслуженный пилот СССР, личный пилот М. С. Горбачёва и Б. Н. Ельцина. 

## Биография
Родился в деревне Софьино Мичуринского района Тамбовской области, в бедной крестьянской семье.
После окончания средней школы поступил в Балашовское военное авиационное училище лётчиков.
Попав под хрущёвское сокращение армии, в 1960 году был вынужден уволиться в запас, получив право летать на Ли-2 и Ил-14. Устроился работать на местную фабрику, не оставляя попыток попасть в авиацию. Был зачислен пилотом 247-го летного отряда полярной авиации. Летал на Севере, в Антарктиде.
Окончил Академию гражданской авиации, перешёл на работу в министерство гражданской авиации. Занимал должности старшего пилота-инспектора, начальника Управления летной службы МГА, летного директора, генерального директора Центрального управления международных воздушных сообщений «Аэрофлота», командира Отдельного 235-го летного отряда, обслуживающего полёты первых лиц государства. Был личным пилотом М. С. Горбачёва и Б. Н. Ельцина.
После окончания работы в качестве пилота, ещё долгие годы трудился в Аэрофлоте. Возглавлял представительство Аэрофлота в Китае, был советником генерального директора.
Потёмкину пришлось работать и в «горячих точках». Разработал схему захода на посадку и взлёта в аэропорту Кабула после ввода в Афганистан ограниченного контингента советских войск, за что был награждён афганским орденом Дружбы.

Владимир Яковлевич Потёмкин умер 2 октября 2015 года в Москве.

## Награды
- Премия Совета министров СССР
- Заслуженный пилот СССР
- Заслуженный работник транспорта Болгарии и Польши
- Награждён орденами «Трудового Красного Знамени», «Почёта», «Дружба народов» (Афганистан), нагрудным знаком «Отличник Аэрофлота», международным дипломом и памятной медалью «Факел Бирмингема»